# Golful Biscaya
Biscaya (în franceză Golfe de Gascogne, în spaniolă Golfo de Vizcaya dar și Mar Cantábrico) este un golf la Oceanul Atlantic, pe țărmul vestic al Europei, la nordul Spaniei. Intră în uscat până la 400 km, iar suprafața este de 194 mii km². În Golful Biscaya se varsă fluviile Loara și Garonne. Țărmurile sunt în mare parte prăpăstioase și puternic crestate, fapt cauzat de valurile puternice provocate de furtunile frecvent întâlnite. Temperatura apei în februarie alcătuiește de la +5°C în nord până la +12°C în sud, iar în august, respectiv, de la +10°C până la +20°C. Salinitatea nu depășește 35,5‰. Biscaya este o importantă zonă de pescuit: se întâlnesc în cantități mari calcani, stridii, sardeluțe etc. Porturile principale sunt Brest în Franța și San Sebastian în Spania.